# Agoro Anduru
Agoro Anduru, född 1948, död 1992, var en tanzanisk novellförfattare. Han har bland annat utgivit böckerna Temptation and Other Stories, This Is Living and Other Stories (1982) och A Bed of Roses and Other Writings (1989).